# Neomochtherus acanthodes
Neomochtherus acanthodes là một loài ruồi trong họ Asilidae. Neomochtherus acanthodes được Loew miêu tả năm 1849.